# Riposo, dolce riposo
Riposo, dolce riposo (Wide Open Spaces) è un cortometraggio del 1947 diretto da Jack King. È un film animato realizzato, in Technicolor, dalla Walt Disney Productions, uscito negli Stati Uniti il 12 settembre 1947 e distribuito dalla RKO Radio Pictures.

## Trama
Durante un viaggio in macchina, Paperino sosta sfinito in un motel, con l'intento di trascorrere la notte lì. Scopre però che tutti i letti sono occupati e che l'unica opzione che gli rimane è di dormire su una branda nella veranda del locale. All'inizio accetta, ma poi rifiuta quando il proprietario del motel aggiunge che gli costerebbe 16 dollari (un prezzo che aggiustato con l'inflazione, andrebbe oltre 200 dollari odierni).
Paperino decide perciò di andare dormire negli spazi aperti con il suo materasso gonfiabile, ma, dopo aver superato diversi inconvenienti, viene tormentato dal ramo di un albero, che lui blocca posizionando un ramo secco verticalmente. Tuttavia le espirazioni del papero fanno mollare la presa e il ramo, oscillando su e giù, pompa eccessivamente il materasso, il quale si stacca e, sgonfiandosi a mezz'aria, riporta Paperino al motel di prima atterrando sulla branda.
Il proprietario, credendo che il papero abbia dormito sulla branda, gli chiede i 16 dollari e lui li consegna distrattamente. Subito dopo il tempo per usare la branda termina e il proprietario butta Paperino fuori, facendolo finire su un cactus dove continua a dormire.

## Distribuzione

### Edizioni home video

#### VHS
- VideoParade vol. 13 (dicembre 1993 o gennaio 1994)[1]

#### DVD
Il cortometraggio è incluso nel DVD Walt Disney Treasures: Semplicemente Paperino - Vol. 3.